# Kniha Malachiáš

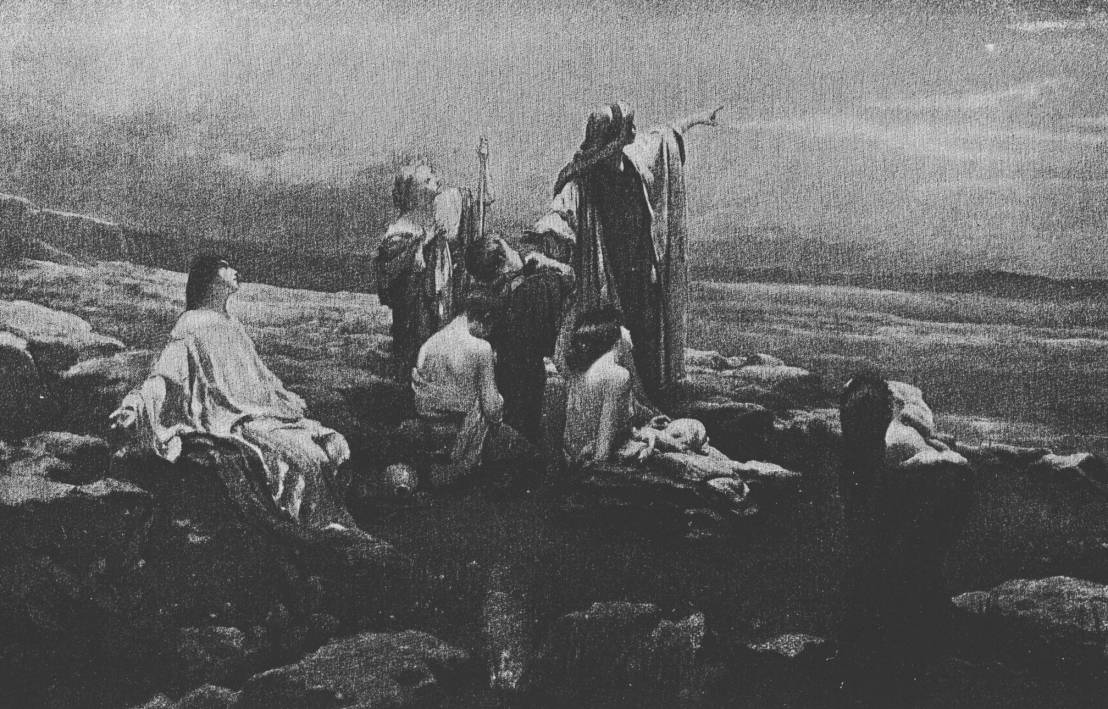
Malachiáš

Kniha Malachiáš (hebrejsky מַלְאָכִי‎, Mal'achi) je poslední kanonickou knihou Starého zákona a je také poslední ze série malých proroků.

## Autorství a vznik
Autorství je sporné. Slovo Malachiáš v hebrejštině znamená můj posel a tak se např. Septuaginta přiklání k obecnému názvu než ke jménu proroka. Ale vzhledem k tradici jména prorokova v názvu knihy, je i opačný výklad možný. V textu lze vystopovat indicie poukazující k tomu, že vznikla pravděpodobně v době Nehemjášovy návštěvy v Šúšanu (cca v pol. 5 st. př. n. l.)

## Obsah knihy
- Úvod a připomenutí Boží lásky k Izraeli (1,1-5)
- Varování kněžím, za jejich špatnou bohoslužbu v chrámu (1,6-2,9)
- Odsouzení mezi-národních sňatků a rozvodů (2,10-17)
- Zaslíbení příchodu dne Páně (3,1-6)
- Odpadnutí od Boha a neplacení desátků (3,7-12)
- Zaslíbení vysvobození zbožných (3,13-21)
- Závěr: Vyzvání k následování Zákona a proroctví o příchodu Elijáše